# 維克蘭特級航空母艦
維克蘭特級航空母艦（印地語：विक्रान्त）或國產航空母艦（英語：Indigenous Aircraft Carrier，IAC）是印度海軍第一艘自行建造的航空母艦。目前印度正計劃建造兩艘維克蘭特級的航空母艦，並在科欽造船廠（CSL）建造。
2008年，首艘維克蘭特號航空母艦（IAC-I）在科欽造船廠開工建造，並於2009年2月28日安放龍骨，2011年12月29日首次從旱塢移出，2013年8月12日正式下水。由於印度此前從未有任何建造此類大型船隻的經驗，加上該項目的規模與複雜性，導致建造期間曾多次出現需要延遲施工的情況。同時，俄羅斯為印度海軍改造的超日王號航空母艦成本不斷超支，成本上升數十億美元，也影響了維克蘭特號的建造工作。2021年8月4日，印度首艘國造航空母艦維克蘭特號（INS Vikrant）展開海試。
2022年7月28日，首艘维克兰特号航母交付給印度海军。9月2日，维克兰特号在喀拉拉邦水域正式服役。

## 背景

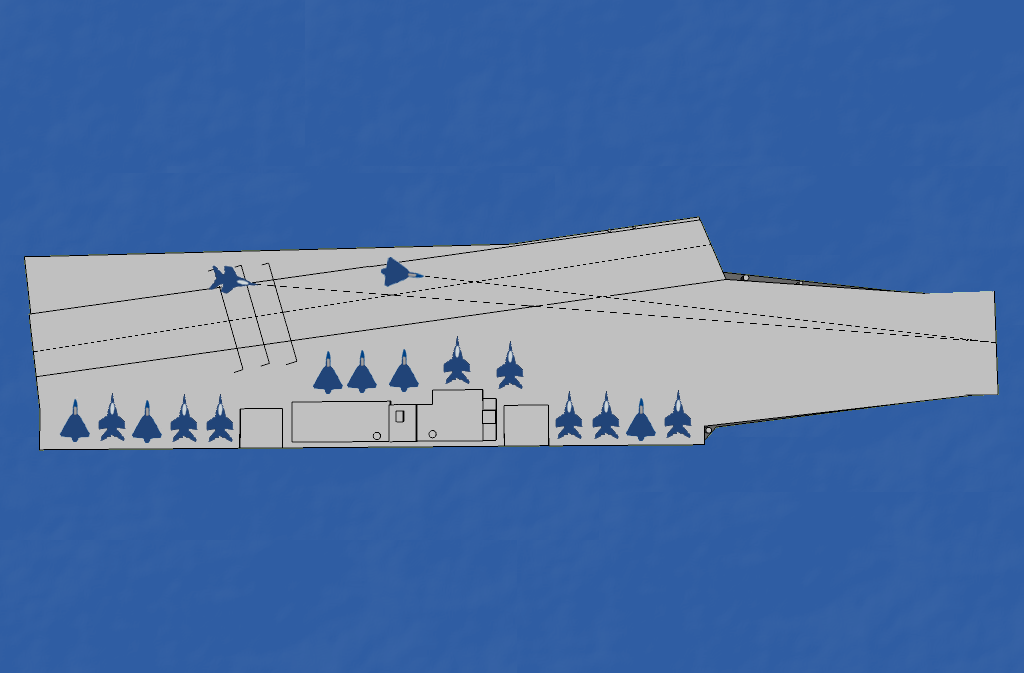
維克蘭特號設計圖

1989年，印度宣布了一項以兩艘搭載海獵鷹战斗攻击机的28,000噸級防空艦（Air Defence Ships，ADS）取代其老化的英國航母维克兰特号航空母舰_(R11)和維拉特號航空母艦的計劃，並在1993年開始建造一號艦。但自1991年印度經濟危機後，該建造計劃已經被無限期擱置。而原定被取代的英國航母維克蘭特號（R-11）已經在1997年退役。
1999年，時任印度國防部長喬治·費爾南德斯（George Fernandes）宣布恢後建造航空母艦的計劃，並批准了71防空艦項目（Project 71 ADS）。那時，印度海軍的海獵鷹战斗攻击机艦隊已經逐漸老化，於是印度海軍便向喬治·費爾南德斯傳遞了希望進行艦載機現代化的信息。在2001年，科欽造船廠發布的一張圖片顯示了一艘32,000噸排水量、具備短距起飞阻拦回收和明顯滑跳式甲板的航空母艦設計。後來該項目在2003年1月獲得印度政府的正式批准，並將設計更新成37,500噸排水量且搭載米格-29K战斗机艦載機的航空母艦。不久後，印度便計劃將三個航空母艦戰鬥群分別駐紮印度各海岸，以保護其海岸邊界、經濟利益和海上的商業貿易，並在發生灾害時作為提供人道主義的平台。
2006年8月，印度海軍參謀長阿倫·普拉卡什（Arun Prakash）表示，該項目的原名「防空艦」（ADS）將更改為國產航空母艦（Indigenous Aircraft Carrier，IAC）。最終維克蘭特號（IAC-I）的排水量設計由37,500噸提升至40,000噸級，船身長度也由252米（827英尺）提升至260米（850英尺）。

## 設計

### 維克蘭特號（IAC-I）

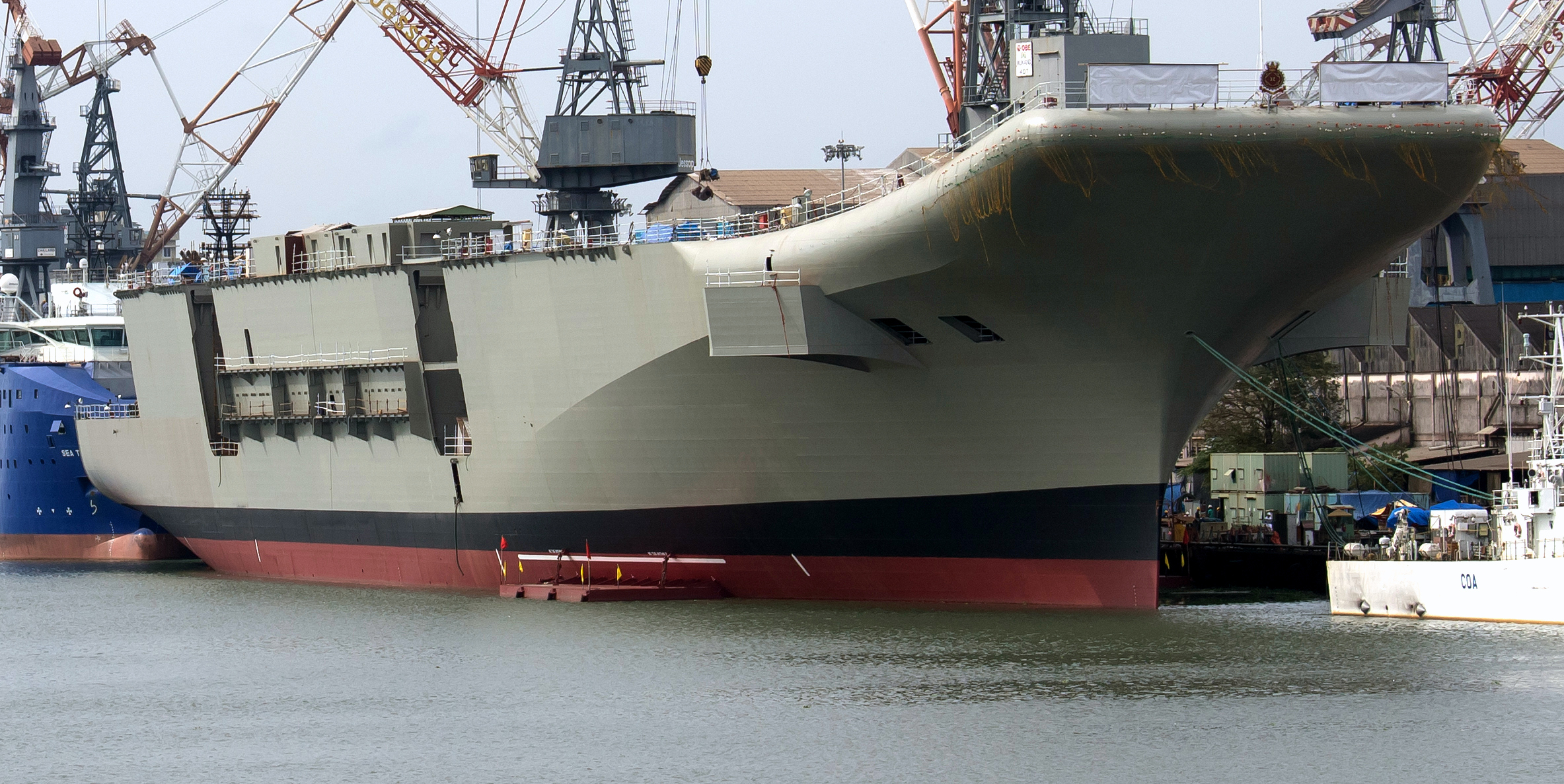
2013年8月維克蘭特下水時的情況

維克蘭特號是國產航空母艦（IAC）的首號艦，排水量約40,000噸（39,000長噸），長約262米（860英尺），搭載約三十架量身度造的艦載飛機。該航母具備短距起飞阻拦回收能力並配置了滑跳式甲板。甲板設計是為了操作米格-29K战斗机和光輝戰鬥機的艦載版。艦上除了將攜帶10架卡-31直升机用以提供空中预警外，還將帶上WS-61海王直升機用以反潛作戰。在動力方面，維克蘭特號裝備了四個通用電氣LM2500燃气轮機在兩軸上，能夠產生超過80MW的功率。

### 維沙爾號（IAC-II）
2011年4月，印度海軍上將尼爾默爾·庫馬爾·維爾馬（Nirmal Kumar Verma）對外表示，國產航空母艦（IAC）二號艦將會是海軍幾年以內的高配額預算優先項目。在設計伊始，國航航母二號艦在對比一號艦維克蘭特上將會有一些顯著的變化，例如排水量由40,000噸增加至65,000噸；航速为30节；航母长度300米，加长了近40米。携载30至35架固定翼作战飞机和20架旋翼飞机，并使用电磁弹射技术。
與維克蘭特不同的是，維沙爾號設計工作是由印度海軍設計局（Naval Design Bureau）承擔，而海軍設計局後來也決定不再尋求獨自設計和實施該項目，改由向外國尋求協助。2015年7月15日，印度海軍向英國的航太系統（BAE）、法國的DCNS、俄羅斯的國防出口公司和美國的洛克希德·马丁同時發出需求函（LoR）。後來，印度海軍評估了在二號艦裝備电磁弹射器，核动力推进系統的可能性，而美國也曾多次表示願意向印度提供電磁彈射器及其他先進的技術， 不過美印之間至今依然沒曾簽訂過關於上述事項的初步合作協議。

### 艦載機

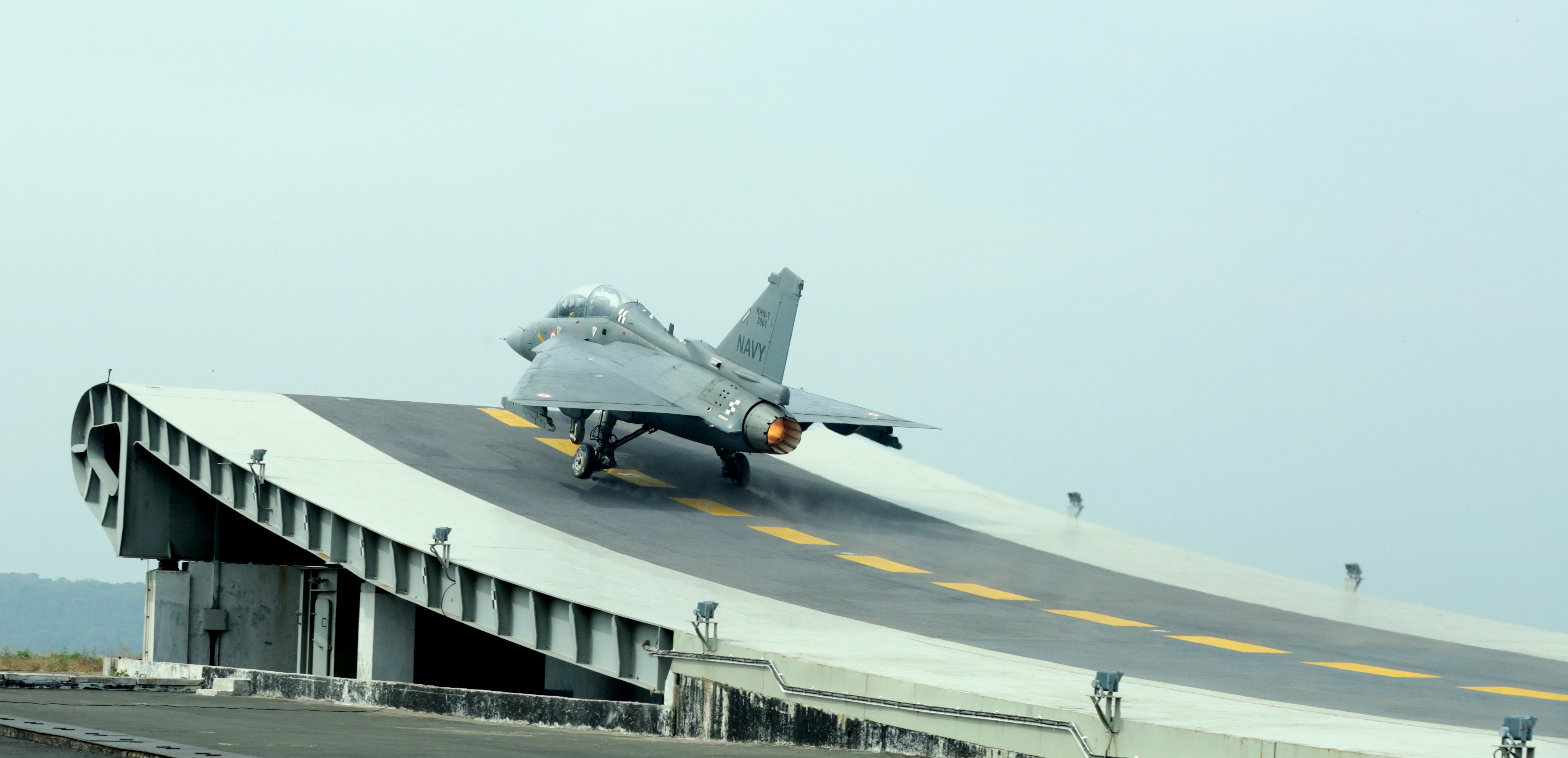
光輝戰鬥機在進行滑跳測試

印度初期雖然曾考慮過從俄羅斯引入Su-33戰鬥機，不過最後因為使用中型航艦，而選擇了較小的米格-29K战斗机，並與俄羅斯簽訂了購買45架米格-29K/KUB的軍貿協議。
到2024年印度又採購了26架法製Rafale M，以部署在新服役的維克蘭特號航空母艦 (IAC-I)上。
除了從外國引進艦載戰鬥機外，印度海軍亦有考慮國產的光輝戰鬥機作為維克蘭特的第二種艦載戰鬥機。

## 建造
在建造初期，科欽造船廠便遇上第一個問題—缺乏鋼材。由於俄羅斯無力供應印度所需要的ABA鋼材，印度國防冶金研究實驗室（DMRL）便與印度鋼鐵管理局（SAIL）合作，創建位於印度的鋼鐵生產設施， 負責生產航空母艦所需要的ABA特種鋼材，維克蘭特的建造工作才得以進行。
2009年2月28日，工作人員在維克蘭特號上開始安放龍骨，由於建造工作是採用模組化結構，所以維克蘭特號上也將有874塊模組連接在一起。在鋪設龍骨的時候，維克蘭特已經有423塊超過8,000噸的模組完成連接。雖然印度海軍曾希望維克蘭特號在2010年便能下水，但實際上在建造過程中科欽造船廠便因為各种原因將維克蘭特從旱塢拖出，以让出空間進行其他建造工作，再加上缺乏建造經驗的緣故，導致完工時間不斷拖延。最終印度內閣安全委員會（CCS）將試航時間定在2013年，並在2014年內完成。
2011年3月，根據媒體報導，建造項目由於廠商艾列孔工程（Elecon Engineering）在齒輪箱的推進軸上的設計出現問題，再加上諸如柴油發電機等方面的零件也在安裝上出現事故，導致建造工程一再被延遲。2011年8月，印度國防部向印度人民院提交報告称維克蘭特艦體的建造工作已經完成75%，並將在2011年12月向首次下水，並進行海试。2011年12月29日，科欽造船廠已經完成了超過14,000噸的建造工作，並將其拖出旱塢第一次下水。直至2012年下半年，船廠再次將其拖回旱塢，並繼續進行推進器和發電系統的集成工作。
2012年7月，印度时报報導，維克蘭特號的进度已經晚于计划三年。航母的海试計劃將定在2017年。但後來在2012年11月，新德里电视台報導航母的建造成本再度上升和至少需延遲五年才能交付印度海軍，預計最早交付印度海軍的时间为2018年，對比计划的2014年延遲了四年。
2013年8月12日在科欽造船廠第二次下水，在下水後維克蘭特號將完成其他建造工作。根據印度海军中将羅賓·當文的說法，維克蘭特艦體的建造工作已經完成75，佔整體的83%，而維克蘭特的艦體建造有90%屬於印度國產，其中推進系統有約50%，艦載戰鬥系統則有約30%。同時他也露，維克蘭特還裝配備多功能雷達和近迫武器系統（CIWS）。2013年8月12日，維克蘭特按照A.K.安東尼的說法正式下水，並將在2016年開始進行海上試驗，2018年後期正式服役。
2015年5月28日，維克蘭特號第三次下水。
2022年7月28日，首艘维克兰特号航母交付給印度海军。9月2日，维克兰特号在喀拉拉邦水域正式服役。

## 腳注
1. ↑  是次下水是因為船廠希望騰出旱塢空間以進行其他工作，並非正式下水。在2012年下半年，維克蘭特號已經重新回到旱塢恢復建造工作。

### 影片
- （英文）India set to launch its very own aircraft carrier （页面存档备份，存于）
- （英文）Video animation of the first Vikrant-class aircraft carrier （页面存档备份，存于）